# Леонардо (бізнес-центр)
Бізнес-центр «Леонардо» — бізнес-центр класу А, розташований в центрі ділової активності Києва на перетині вул. Б. Хмельницького та вул. Володимирській.

## Опис
У безпосередній близькості від будівлі розташовані: Оперний театр, парк ім. Тараса Шевченка, престижні готелі (Premier Palace, Opera, Radisson), історичні будівлі, посольства і консульства багатьох країн, пам'ятник історії «Золоті ворота», ресторани Києва.

## Історія
Бізнес-центр «Леонардо» вводився в експлуатацію двома чергами. У 2005 і 2008 роках. Перша черга в 2006 році була продана девелоперською компанією «Ярославів Вал» (власник — Леонід Юрушев, екс-співвласник банку «Форум») ірландській інвестиційній компанії «Quinn Group» за 92,5 млн дол. Друга черга офісного центру «Леонардо» контролювалась на паритетних засадах девелоперською компанією «Ярославів Вал» та ЕСТА Холдинг, але у середині грудня 2011 року ЕСТА Холдинг викупила інші 50 % та стала повним власником будівлі.

### 1-а черга
1-а черга включала в себе реконструкцію існуючої будівлі готелю «Театральний», побудованого на початку 20-го століття, і була закінчена в кінці 2005 року.

### 2-а черга
Другий етап будівництва полягав у добудові до вже існуючого бізнес-центру нового 18-ти поверхового будинку. Друга черга була завершена в 2008 році.

### Параметри
| Параметр                      | Характеристика                                                                     |
| ----------------------------- | ---------------------------------------------------------------------------------- |
| Опалення                      | Власна бойлерна                                                                    |
| Система пожежогасіння         | Центральна                                                                         |
| Автоматизація будівлі         | Передбачена система автоматичного керування будинком                               |
| Вентиляція і кондиціювання    | Централізована система вентиляції з можливістю індивідуального регулювання         |
| Безпека                       | Фізична охорона об'єкта; цілодобова охорона; пропускний режим; відеоспостереження; |
| Автостоянка                   | Наземний 7-рівневий паркінг на приблизно 360 машино-місць                          |
| Робоча висота стель           | 2,8 м.                                                                             |
| Структура об'єкта нерухомості | Функціональне зонування                                                            |
| Архітектурні особливості      | Атріум; ліпнина; панорамні ліфти.                                                  |